# Logan (Iowa)
Logan – miasto w Stanach Zjednoczonych, w stanie Iowa, siedziba hrabstwa Harrison. W 2000 liczyło 1545 mieszkańców.